# Palicourea quinquepyrena
Palicourea quinquepyrena är en måreväxtart som beskrevs av Charlotte M. Taylor. Palicourea quinquepyrena ingår i släktet Palicourea och familjen måreväxter.
Artens utbredningsområde är Peru. Inga underarter finns listade i Catalogue of Life.